# CE Olot
CE Olot, pełna nazwa Club Escacs Olot – hiszpański klub szachowy z siedzibą w Olocie.

## Historia

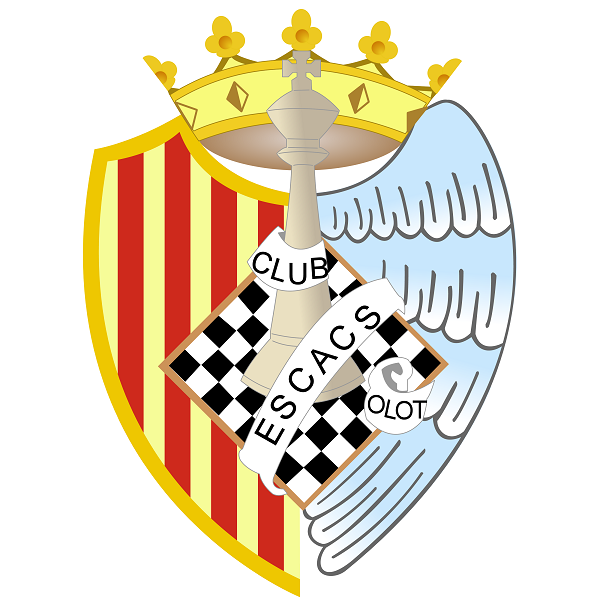
Herb CE Olot

Klub powstał w 1947 roku. Pierwszym prezydentem klubu był Josep Munteis Bracons. W 1976 roku CE Olot zdobył mistrzostwo Katalonii. W tym samym roku klub awansował do Primera División. W latach 1977–1978 zespół uzyskał trzecie miejsce w mistrzostwach, a w 1980 roku uzyskano wicemistrzostwo Hiszpanii. Rok później natomiast klub zajął czwarte miejsce. W 1983 roku zespół spadł z ligi.
Zawodnikami klubu byli m.in. Óscar Castro, João Maria Cordovil, Antonio Medina García i Francisco Javier Sanz Alonso.